# Regency Romance

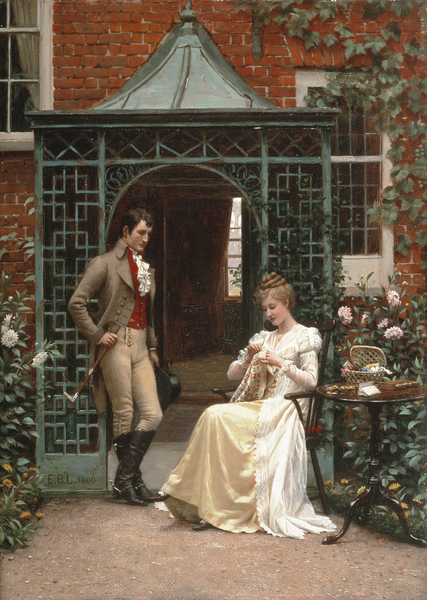
„On the Threshold“ von Edmund Blair Leighton (1900)

Regency Romance (auch: Romantic Regency; englisch für „Regency-Liebesromanliteratur“) ist ein Genre von Liebesromanen, deren Handlungen in der Epoche des britischen Regency (1811–1820) angesiedelt sind.
Regency-Liebesromane werden – wie die gesamte englischsprachige Romance-Literatur – der Trivialliteratur (formula fiction) zugerechnet. Jedoch handelt es sich nur bei einem Teil dieser Literatur um reine Kostümstücke; diese gelten auch nicht als Regency Romance im strengen Sinne, sondern fallen ins Subgenre der Historicals. Die traditionelle Regency Romance bildet vielmehr ein selbstständiges literarisches Genre mit charakteristischer Handlung und eigenen stilistischen Konventionen.
Literaturhistorischer Ausgangspunkt ist das Werk der britischen Bestsellerautorin Georgette Heyer (1902–1974), die von 1935 an zwei Dutzend Regency-Liebesromane publiziert hat. Die überwältigende Mehrzahl der auf Heyer folgenden Regency-Romane wurden jedoch von amerikanischen Autorinnen verfasst. Das Lesepublikum ist fast ausschließlich weiblich.

## Geschichte
Als erster Regency-Liebesroman der Literaturgeschichte gilt Georgette Heyers 1935 publiziertes Werk Regency Buck, das allerdings gleichzeitig ein Kriminalroman war. Nachdem Heyers Werk in den 1960er Jahren in den USA populär wurde, haben amerikanische Verlage Autorinnen gefördert, die ähnliche Romane schrieben, darunter Clare Darcy und Elizabeth Mansfield. Ebenso wie Bodice-Ripper-Literatur wurde Regency Romance in den USA ausschließlich in Taschenbuchausgaben publiziert, etwa bei Signet, Dell und Fawcett; Fawcett entwickelte für Regency Romance ein eigenes Imprint, Fawcett Coventry.
Um 2000 herum verlor die traditionelle Regency Romance an Popularität. Weil viele Leserinnen inzwischen stärker erotische Romane bevorzugten, folgten einige der Autorinnen, die bisher traditionell geschrieben hatten, dem Erfolgsrezept von Autorinnen wie Mary Jo Putney und schrieben fortan Regency Historical Romance. Andere Autorinnen, etwa Joan Wolf, begannen, christliche Liebesromane (Christian Romance, Inspirational Romance) zu schreiben. Die Schriftstellerin Elizabeth Camden sieht den Grund darin, dass Texte mit traditionellen Werten außerhalb der christlichen Nische nahezu unverkäuflich waren. Durch Autorinnen wie Carla Kelly, Julie Klassen und Julianne Donaldson wurden typische Handlungsmuster aufgebrochen, sodass Camden von einer Innovation des traditionellen Liebesromans aus der Regency-Zeit spricht.
Einige Autorinnen, die mit traditioneller Regency Romance begonnen hatten, schrieben später Historicals, darunter Mary Balogh, Jo Beverley, Loretta Chase und Mary Jo Putney. Autorinnen wie Amanda Quick, Eloisa James, Christina Dodd, Mary Balogh, Jo Beverley, Loretta Chace, Lisa Kleypas, Stephanie Laurens und Julia Quinn haben diese Freiheit besonders genutzt, um in die Romane stärkere Emotionen, leidenschaftlichere Liebesbeziehungen und viele explizit beschriebene erotische Szenen einflechten zu können. Cat Sebastian hat eine Reihe von erotischen Regency-Liebesromanen mit LGBT-Hauptfiguren veröffentlicht.

## Merkmale
Die Schriftstellerin Candice Hern unterscheidet zwischen traditionellen Regency Romances (kurz: „trad“), die sich inhaltlich und stilistisch am Werk von Georgette Heyer orientieren, und sogenannten Regency Historicals (kurz: „historicals“), die von den inhaltlichen und stilistischen Vorgaben des traditionellen Regency-Liebesromans abweichen. Hern nennt Sprache, Schauplatz und die Darstellung erotischer Inhalte als primäre Unterscheidungskriterien zwischen traditionellen Regency Romances und den oft expliziter gestalteten Regency Historicals. Mit Abweichungen vom traditionellen Sprach- und Handlungsschema in Regency Historicals kann sowohl ein erhöhtes Maß an sozialem Realismus gemeint sein als auch der Versuch, moderne Wertvorstellungen auf historisch unglaubwürdige Weise in die Zeit des Regency versetzen.
Charakteristisch für das Subgenre ist eine relativ große Treue zur Geschichtlichkeit. Die Autorinnen haben das Regency eingehend studiert, und ihre Leserinnen sind notorisch dafür, große und kleine Ungenauigkeiten der Darstellung der Epoche aufzuspüren und zu kritisieren. Zentrales Thema sind die Sitten und sozialen Gepflogenheiten der Zeit. Im Vordergrund stehen die Figuren, ihre Beziehungen zueinander und ihre jeweilige Position im streng hierarchischen gesellschaftlichen Gefüge. Der Schauplatz, die sehr begrenzte Sphäre der Londoner High Society, agiert oft wie eine selbstständige Handlungsfigur. Die Aktivitäten der Figuren beschränken sich weitgehend auf Dinge wie Kutschfahrten, Morning Calls (= formelle Vormittagsbesuche), Dinnerpartys und Bälle.
Zu Heyers bekanntesten Regency-Liebesromanen zählen Arabella (1949), Frederica (1965), False Colours (1963), Venetia (1958) und The Grand Sophy (1950). Charakteristisch für Heyers Werk war, dass der sozialgeschichtliche Rahmen für ihre Romanhandlungen keine bloße – und letztlich austauschbare – Kulisse war, sondern das Geschehen im Gegenteil steuerte und bestimmte. Ihre Romane zeichnen sich durch ausgeprägte Detailschilderungen aus; Heyer hatte das Zeitalter, über das sie schrieb, akribisch studiert und ließ ihr Wissen sichtbar in die Romane einfließen. Zwar wiesen viele von Heyers Hauptfiguren moderne Befindlichkeiten auf, etwa den Wunsch nach einer Liebesheirat, diese wurden von den konventionelleren Figuren jedoch als Exzentrizitäten kritisiert. Heyers Werk zeigt fast ausschließlich die Welt der wohlhabenden Oberschicht; Themen wie Armut, Religion oder Politik erscheinen höchstens am Rande. Weitere stilistische Kennzeichen der traditionellen Regency Romance sind geist- und temporeiche witzige Dialoge und ein hohes Maß an Romantik.
Traditionelle Regency-Liebesromane waren anfangs meist etwa 65.000 Wörter lang und damit um gut ein Drittel kürzer als die meisten anderen historischen Liebesromane. Ihr Ton ist stets leicht und entspricht fast dem einer Sittenkomödie.

## Die Originalliteratur der Regency-Zeit
Viele namhafte englische und schottische Autoren haben das Regency als Zeitgenossen beschrieben, darunter Maria Edgeworth, Sir Walter Scott, Susan Edmonstone Ferrier, Thomas Love Peacock, Lord Byron, Percy Bysshe Shelley und Mary Shelley. Die bedeutendste Autorin des Regency war jedoch Jane Austen. Mit Austens Werk lassen sich die Regency-Liebesromane, obwohl sie in derselben Zeit und im selben Milieu spielen, nur eingeschränkt vergleichen. So steht im Mittelpunkt von Austens Romanen anders als bei Heyer die Kritik an den gesellschaftlichen Verhältnissen der Zeit, die weiblichen Mitgliedern der Gentry keine andere Wahl erlaubt hat als eine gute Heirat. Zwar heiraten auch Austens Heldinnen am Ende stets; ihr Ziel besteht jedoch nicht wie bei Heyer darin, einen Mann zu finden und zu heiraten, den sie lieben. Vielmehr wollen sie die schwierige Aufgabe lösen, sich so zu verheiraten, dass sie damit einerseits ihre gesellschaftlich auferlegte Pflicht erfüllen, andererseits aber eine Ehe eingehen, die emotional und menschlich befriedigend ist.